# Le stelle fredde
Le stelle fredde è un romanzo dello scrittore italiano Guido Piovene, pubblicato nel 1970 e vincitore del premio Strega.
È stato tradotto in spagnolo, in rumeno, e in giapponese.

## Trama
- Non saprei fare distinzioni tra un orecchio e l'altro»
(Incipit del romanzo)
Il protagonista del romanzo, lasciato da Ida, la sua amante, lascia la città per trasferirsi in campagna, nella casa di famiglia, ereditata tempo prima dal nonno e ancora abitata. Già intenzionato ad estraniarsi da tutto, e consapevole che il suo carattere è stato la causa della rottura di quella relazione. Qui viene sospettato dell'omicidio del marito di Ida, abitante nella zona, che nutriva per lui antichi rancori e si era fatto vivo per minacciarlo. 
L'uomo, per sottrarsi agli interrogatori, si nasconde non lontano dalla casa, in un luogo solitario tra le colline, dove incontra Sergio, un poliziotto filosofo ed un enigmatico personaggio, spuntato da una grotta sotto il giardino della casa, che si rivela essere il fantasma di Dostoevskij. Quest'ultimo descrive lungamente ai due l'aldilà dal quale sembra essere tornato, ora vivo e vegeto, salvo poi un giorno svanire nulla (i due l'avevano lasciato solo). Tuttavia l'esperienza innesca nel protagonista un cambiamento di vedute che gli fa sembra come vere le anime dell'aldilà narratogli e di vivere lui stesso in un aldilà, una sorta di vago rovescio della vita. All'inizio della storia un personaggio minore incontrato in un istituto di malattia mentale, contro ogni argomentazione razionale lo considera un morto, quasi ad anticipargli il suo distacco finale dalla vita reale. infine il protagonista, scagionato dall'omicidio, si ritira in solitudine nella sua casa ormai vuota ma per lui piena di ricordi, iniziando a catalogare oggetti, memorie e i suoi morti, persone della sua vita ormai decedute, compresi i suoi genitori. In una sorta di concezione metafisica dove il mondo reale e quello dell'aldilà si mischiano e dove lui stesso si sente dall'altra parte e osservatore di ogni elemento della vita reale, dagli oggetti ai sentimenti, alle stesse persone, come immagini fotografiche in un archivio infinito, riflettendo così sulla vita che scorre Imperturbabile dove tutto è oggettivo, oltre le vite di ogni individuo. 
Le vicende sono verosimilmente ambientate nell'Altopiano dei Sette Comuni, una porzione del quale è visibile dalla casa del protagonista. Viene nominata solo una volta Lugo di Vicenza, dove il protagonista, Sergio e Dovstojevski si recano a piedi. Quindi anche la città del protagonista nelle scene iniziali, probabilmente è Vicenza, città dell'autore.

## Edizioni
- Le stelle fredde, collana Scrittori Italiani e Stranieri, Milano, Arnoldo Mondadori Editore, 1970.
- Le stelle fredde, collana Oscar, Mondadori, 1976.
- Le stelle fredde, prefazione di Massimo Onofri, Collezione Premio Strega, Torino, UTET, 2006, ISBN 978-88-02-07521-1.
- Le stelle fredde, collana Oscar Classici moderni n.230, Milano, Arnoldo Mondadori Editore, 1995-2008, ISBN 978-88-04-58113-0.
- (ES) Guido Piovene, Las Estrellas frias, traduzione di Fernando Gutiérrez, Barcellona, Noguer, 1970.